# Columna de Focas
La Columna de Focas, que es va erigir davant dels Rostra del Fòrum Romà i es va dedicar (o rededicar) en honor de l'emperador romà d'Orient Flavi Focas l'1 d'agost de l'any 608, fou l'últim afegitó que va rebre el Fòrum. La columna coríntia, acanalada, s'aixeca 13,6 metres per damunt d'un sòcol cúbic de marbre blanc i sembla que en els seus orígens data del segle ii. La base quadrada de maons (vegeu la imatge de la dreta) n'eren els fonaments i en el moment que es va alçar la columna no era visible, ja que el nivell actual del Fòrum, que és el que tenia el paviment a l'època d'August, no es va excavar fins al segle xix.
El motiu exacte pel qual es va aixecar la columna no està establert amb seguretat, si bé Focas havia cedit formalment el Panteó al papa Bonifaci IV, que el va dedicar de nou als Sants Màrtirs o Tots Sants (Santa Maria hi fou afegida en època medieval: Santa Maria ad Martyres). Al damunt de la columna Esmaragd, l'exarca de Ravenna, hi va fer erigir una estàtua daurada de Focas, però segurament s'hi va estar ben poc allà dalt. L'octubre de l'any 610, Focas, sobirà d'origen humil i usurpador, fou capturat, torturat, assassinat i desmembrat de manera grotesca; com a conseqüència, les seves estàtues foren enderrocades arreu.
Més que una demostració de gratitud envers el Papa, doncs, l'estàtua daurada era un símbol de la seva supremacia sobre Roma, que estava caient sota la pressió dels longobards, i un senyal de gratitud d'Esmaragde, que estava en deute amb l'emperador, ja que aquest li havia permès tornar d'un llarg exili i havia pogut recuperar el seu poder a Ravenna.
La columna, doncs, fou reciclada d'una de precedent que estava dedicada a Dioclecià: la inscripció originària fou esborrada per donar lloc a la que hi ha encara ara actualment.
La columna va romandre in situ, en una posició aïllada entre les ruïnes, però és un punt de referència del Fòrum, i sovint apareix en vedute i gravats. El nivell més alt de la columna respecte a terra és degut a l'erosió: de fet, el sòcol de la base no era visible quan Giuseppe Vasi i Giambattista Piranesi van fer els seus aiguaforts i gravats de la columna a mitjan segle xviii.

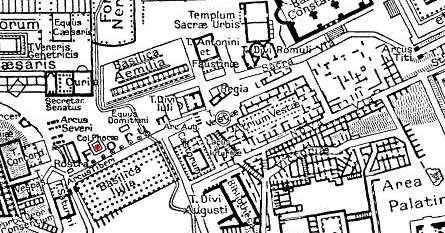
El Fòrum Romà, amb la Columna de Focas en vermell